# 索布拉迪紐 (南里奧格蘭德州)
29°25′15″S 53°1′44″W / 29.42083°S 53.02889°W
索布拉迪紐（葡萄牙語：Sobradinho）是巴西的城鎮，位於該國南部，由南里奧格蘭德州負責管轄，始建於1927年12月3日，面積130平方公里，海拔高度450米，2010年人口14,283，人口密度每平方公里109.54人。